# Bobby Joe Edmonds
Bobby Joe Edmonds (Indianapolis, 8 marzo 1941 – 12 novembre 1991) è stato un cestista statunitense, professionista nella ABA.

## Carriera
Venne selezionato dai Baltimore Bullets al sesto giro del Draft NBA 1964 (46ª scelta assoluta).